# صموئيل أجاي
صموئيل أجاي (بالإنجليزية: Samuel Ajayi)‏ هو لاعب كرة قدم نيجيري في مركز الهجوم، ولد في 23 نوفمبر 1984 في لاغوس في نيجيريا. لعب مع بنوم بنه كراون ونادي باثوم يونايتد ونادي بويونغ كيت أنغكور ونادي تشونبوري ونيجر تورنادو.

## وصلات خارجية
- صموئيل أجاي على موقع قاعدة بيانات كرة القدم.إي يو (الإنجليزية)
- صموئيل أجاي على موقع Soccerway.com (الإنجليزية)